# یژی کوکوچکا

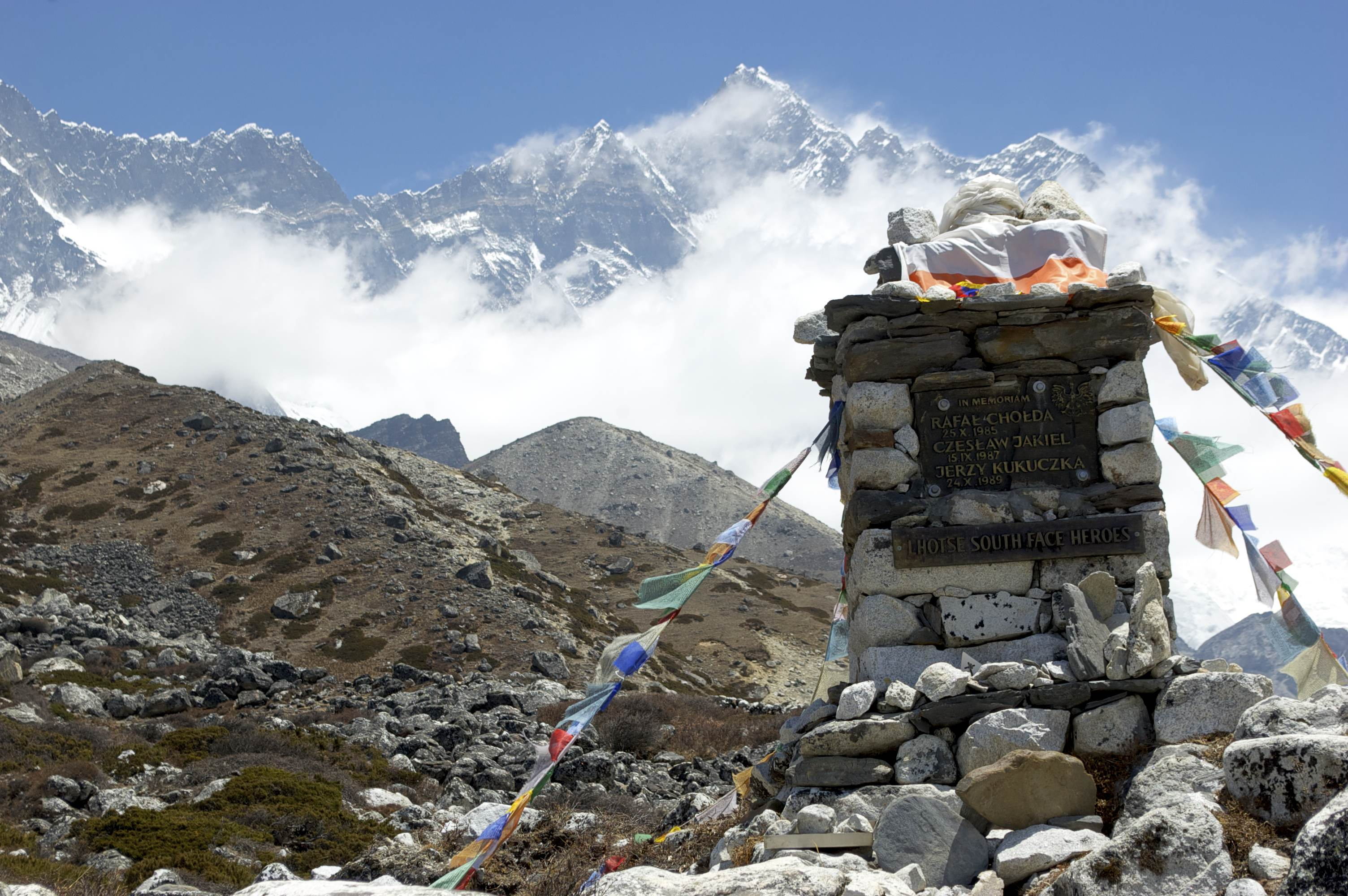
یادبود یرزی کوکوچکا در هیمالیا با پس‌زمینه لهوتسه

یوزف یژی کوکوچکا (لهستانی: Józef Jerzy Kukuczka؛ ‏Polish: [ˈjɛʐɨ]؛ ‏ ۲۴ مارس ۱۹۴۸– ۲۴ اکتبر ۱۹۸۹) کوهنورد لهستانی کوهستان‌های هیمالیا و آلپ بود. او در شهر کاتوویتس در لهستان متولد گردید. در ۱۸ سپتامبر ۱۹۸۷ او دومین انسانی شد که بعد از رینهولد مسنر موفق به صعود ۱۴ قله هشت هزار متری در جهان شد. بسیاری او را یکی از بهترین کوهنوردان ارتفاع در تاریخ می‌دانند.

## اولین قله‌های صعود
یژی کوکوچکا اولین کوهنوردی بود که ۳ قله ۸۰۰۰ متری را در زمستان صعود کرد:
- دهالاگیری همراه با Andrzej czok در سال ۱۹۸۵
- کانگچنجونگا همراه با Krzysztof wielicki در سال ۱۹۸۶
- آناپورنا ۱ همراه باArtur hajzer در سال ۱۹۸۷

سیمون مورو تنها کوهنوردی است که در سال ۲۰۱۶ توانست پس از ۴ صعود زمستانی به هشت هزار متری‌ها در صعودهای زمستانه به قله‌های هشت هزار متری عملکردی بهتر از کوکوچکا به ثبت برساند.
او تمام ۱۴ قله ۸۰۰۰ متری را در ظرف مدت ۷ سال و ۱۱ ماه و ۱۴ روز صعود کرد که هیچ کوهنوردی قبل از او موفق به انجام چنین کاری نشده بود. رینهولد مسنر که نخستین فاتح قله‌های ۸۰۰۰ متری است این کار را طی ۱۶ سال صعود انجام داد. رکورد او در این زمینه تا ۲۷ سال پابرجا بود تا این‌که کیم چانگ هو در مه ۲۰۱۴ با یک ماه و هشت روز کمتر از کوکوچکا رکورد وی را شکست.
در این روند کوکوچکا ۱۰ مسیر جدید را بر روی قلل مختلف گشایش کرد.
او یکی از بهترین اعضای گروه کوهنوردان هیمالیانورد لهستانی بود که متخصص صعودهای زمستانی بود.
یژی کوکوچکا ۹ مسیر جدید روی هشت هزاری‌ها را که ۴ تا از آنها مسیرهای زمستانی بودند گشایش کرد (رینهولد مسنر ۶ مسیر جدید که هیچ‌کدام زمستانی نبودند). کوکوچکا به همراه تاداوش پیوتروفسکی مسیر جدیدی را بر روی قله کی۲ گشود که به «مسیر لهستانی» معروف است.

## قله‌های فتح شده
- ۱–۱۹۷۹ لهوتسه (نپال) ۸۵۱۶ متر، جبهه غربی
- ۲–۱۹۸۰ اورست (نپال) ۸۸۴۸ متر، برج جنوبی، مسیر جدید
- ۳–۱۹۸۱ ماکالو (نپال) ۸۴۸۱ متر، مسیر جدید، صعود به روش آلپی، یال شمال غربی، صعود انفرادی
- ۴–۱۹۸۲ برودپیک (چین) ۸۰۵۱ متر، صعود به سبک آلپی، غربی
- ۵–۱۹۸۳ گاشربروم ۲ (پاکستان) ۸۰۳۵ متر، آلپی، جنوب‌شرقی
- ۶–۱۹۸۳ گاشربروم ۱ (پاکستان) ۸۰۸۰ متر، آلپی، جبهه جنوب غربی
- ۷–۱۹۸۴ برودپیک (چین) ۸۰۵۱ متر، مسیر جدید، آلپی، شمالی
- ۸–۱۹۸۵ دهالاگیری (نپال) ۸۱۶۷ متر، اولین صعود زمستانی، شمال شرقی
- ۹–۱۹۸۵ چوآیو (نپال) ۸۲۰۱ متر، برج جنوب‌شرقی، اولین صعود زمستانی
- ۱۰–۱۹۸۵ نانگاپاربات (پاکستان) ۸۱۲۶ متر، مسیر جدید، جنوب شرقی
- ۱۱–۱۹۸۶ کانگچنجونگا (نپال) ۸۵۸۶ متر، اولین صعود زمستانی، جبهه جنوب غربی
- ۱۹۸۶–۱۲ کی۲ (پاکستان) ۸۶۱۱ متر، جبهه جنوبی، مسیر جدید
- ۱۳–۱۹۸۶ ماناسلو (نپال) ۸۱۵۶ متر، جبهه شمال شرق، آلپی، مسیر جدید
- ۱۴–۱۹۸۷ آناپورنا (نپال) ۸۰۹۱ متر، جبهه شمالی، اولین صعود زمستانی
- ۱۵–۱۹۸۷ شیشاپانگما (چین) ۸۰۱۳ متر، یال غربی، آلپی، مسیر جدید، فرود با اسکی
- ۱۶–۱۹۸۸ آناپورنا (نپال) ۸۰۹۱ متر، قله شرقی، جبهه جنوبی، آلپی، مسیر جدید.

او تمام قله‌ها را به جز اورست بدون استفاده از کپسول اکسیژن صعود کرد.

## مرگ
یژی کوکوچکا در نپال هنگام تلاش برای گشایش جبهه جنوبی صعود نشدهٔ لهوتسه در ۲۴ اکتبر ۱۹۸۹ در ارتفاع۸۲۰۰ متری (به علت استفاده از طناب ۶ میلی‌متری دست دومی که از یک فروشگاه در کاتماندو خریده بود) به ابدیت پیوست.